# Taujsk
Taujsk (in lingua russa Тауйск) è un centro abitato dell'Oblast' di Magadan, situato nell'Ol'skij rajon.